# Le Grand Mémorial
Le Grand Mémorial est un site web français qui, grâce à un outil de recherche, donne accès à une base de données recensant l'identité et le parcours militaires de soldats de la Première Guerre mondiale tels qu'ils sont conservés dans les services départementaux d'archives. En tout, 8,5 millions de fiches de soldats seront accessibles en ligne.
Il a été inauguré le 11 novembre 2014 dans le cadre du centenaire de cette guerre. La base de données compte vingt départements à ses débuts puis sera élargie pour être complet en 2018.
Depuis le 1er janvier 2025, le site est indisponible. Une nouvelle version est en cours de développement, et devrait voir le jour prochainement.